# Ron Klein
Ronald "Ron" Klein, född 10 juli 1957 i Cleveland i Ohio, är en amerikansk demokratisk politiker. Han representerade delstaten Floridas 22:a distrikt i USA:s representanthus 2007–2011.
Klein avlade 1979 kandidatexamen i statsvetenskap vid Ohio State University och 1982 juristexamen vid Case Western Reserve University. Han gifte sig 1982 med Dori Dragin. Paret flyttade 1985 till Florida och de har två barn: Brian och Lauren.
Klein utmanade sittande kongressledamoten E. Clay Shaw i mellanårsvalet i USA 2006 och vann.
Klein är bosatt i Boca Raton, Florida. Han är judisk.